# Ewa Kossowska
Ewa Kossowska z d. Dubanowicz (ur. 1923, zm. 29 marca 2012) – polska lekarka, profesor nauk medycznych o specjalności laryngologii dziecięcej.
Była między innymi kierowniczką Kliniki Otolaryngologii Dziecięcej Akademii Medycznej w Warszawie. Za osiągnięcia naukowe została odznaczona Krzyżem Kawalerskim Orderu Odrodzenia Polski.